# Kuranji Hilir
Kuranji Hilir is een bestuurslaag in het regentschap Padang Pariaman van de provincie West-Sumatra, Indonesië. Kuranji Hilir telt 13.651 inwoners (volkstelling 2010).